# Wang Zhen
Wang Zhen (xinès simplificat i tradicional: 王震, pinyin: Wáng Zhèn) (Comtat de Liuyang, Hunan, 11 d'abril de 1908 - Canton, 12 de març de 1993) fou un polític xinès i un dels Vuit Immortals del Partit Comunista Xinès. Va tenir una relació molt propera amb el president xinès Li Xiannian.

## Carrera primerenca
Nascut el 1908, amb 16 anys entrà a la seva primera feina, d'ajudant en l'oficina d'un mestre d'estació de ferrocarril. Va ser acomiadat després d'abofetejar a la muller d'un director estranger del ferrocarril, també estrangera. En 1927, quan tenia 19 anys, va unir-se al Partit Comunista de la Xina i va participar en la Llarga Marxa. L'any 1942, després que Mao suggerís Wang per encapçalar una rectificació d'escriptors comunistes, al·legà la seva manca d'escolarització. Mao li respongé que "és precisament algú sense gaire estudis que vull que tracti amb aquestes persones culturals".
Durant la Segona Guerra Mundial, quan la base comunista a la Xina nord-occidental era bloquejada per les forces del Kuomintang sota el comandament de Hu Zongnan, Wang Zhen obtingué renom com a comandant de brigada de la 359a Brigada per l'èxit convertint la terra de residus de Nanniwan en terra de conreu productiva. Aquesta millora agrícola no només serví per abastir la seva brigada, sinó que generà un superàvit substancial que donà suport a altres seccions de la base comunista. Aquesta gesta fou més endavant alabada pels comunistes com a exemple d'autosuficiència.
L'octubre de 1945, un mes després de la rendició del Japó, Wang fou ascendit a liderar una de les set columnes de l'Exèrcit de Camp del Nord-oest, sota el comandament de Peng Dehuai. Wang lluità contra el Kuomintang fins que la majoria de les forces de Chiang Kai-shek varen ser retirades a Taiwan el setembre 1949. A l'octubre les forces de Wang foren dirigides per Peng per ocupar el Turquestan Oriental (rebatejat pels xinesos com a Xinjiang). La majoria de defensors es varen rendir pacíficament a Wang i foren incorporades a l'Exèrcit Popular d'Alliberament.
Wang fou el cap del govern militar de la província ocupada de Xinjiang des del 1950 al 1952, on es feu famós per brutalitat exercida envers els uigurs, el poble natiu de la regió annexionada. Wang escrigué a Mao Zedong que els uigurs eren una "minoria problemàtica" i va suggerir que fossin "erradicats exhaustivament" per tal d'evitar problemes futurs. Mao aparentment va pensar que era una postura massa extrema i Wang fou reubicat. Tot i així, avui en dia els uigurs encara són reprimits pels xinesos, que estan colonitzant el territori uigur i n'estan esborrant paulatinament tot rastre cultural. A Xinjiang Wang és recordat avui dia com un heroi pels colons xinesos, mentre que els uigurs encara fan servir la seva figura per atemorir els nens amb expressions ben vives com "o vindrà Wang Zhen i se t'endurà".
Una llegenda local que circula entre la població xinesa de Xinjiang explica que en 1950, mentre Wang Zhen conqueria el sud de Xinjiang, un home xinès havia preparat un àpat de porc en un poble uigur, i fou linxat pels vilatans (doncs els uigurs són de confessió islàmica, que prohibeix el consum de porc). Es diu que llavors Wang Zhen feu que les seves tropes envoltaren el poble i executà públicament els participants en el linxament. Després, va ordenar a les seves tropes que matessin diversos porcs, els bullissin, i obliguessin a la resta de la població de la vila a menjar-ne la carn a punta de baioneta.

## A la República Popular Xinesa
Després de la revolució comunista, Wang Zhen era un dels dos únics comandants xinesos que van ser autoritzats per portar pistoles en les seves visites a Mao Zedong. L'altre era Xu Shiyou, que mai exercí aquest dret. Wang Zhen, d'altra banda, va portar la seva pistola durant la seva primera visita a Mao. Quan fou aturat pels guardaespatlles de Mao, Wang Zhen va començar a discutir-se amb ells. En sentir-ho, Mao va dir als guardespatlles que confiava plenament en Wang Zhen i que, mentre no portés a sobre bombes atòmiques, podia portar qualsevol cosa. Després d'aquell incident però Wang no va tornar a portar cap arma en les seves entrevistes amb Mao.

## Anys posteriors

Estàtua de Wang Zhen a l'entrada del Museu de l'Exèrcit de Reclamació de Shihezi, a Xinjiang.

Malgrat el seu comportament incorruptible a la dècada del 1950 i el seu suport fort per reforma econòmica xinesa, Wang Zhen no va ser popular entre els xinesos després del 1979 a causa del seu conservadorisme polític i la seva línia dura. El seu suport a Deng Xiaoping i el fet de formar part del seu règim foren en gran part a causa de la seva amistat personal amb Deng, que fou reforçada per la seva oposició comuna a reformes polítiques radicals. Com un dels responsables de l'eliminació per la força del de les protestes de la plaça de Tiananmen de 1989, fou citat als Papers de Tiananmen.
Va exercir de vicepresident de la República Popular de la Xina de 1988 a 1993 sota el mandat del President Yang Shangkun.
L'agost de 1989 un coronel de l'Exèrcit Popular d'Alliberament, Zhang Zhenglong, va publicar el llibre Neu Blanca, Sang Vermella, una reflexió de 618 pàgines amb les seves experiències com a combatent de l'Exèrcit Roig a Manxúria a les darreries dels anys 1940. En aquest llibre, Zhang acusa a Wang Zhen d'haver fet contraban d'opi durant la Guerra Civil xinesa. Aquesta i d'altres afirmacions van fer de Zhang un objectiu de Wang. Zhang fou finalment arrestat per les afirmacions fetes al llibre, i el llibre fou censurat a la República Popular de la Xina.